# 녠펑 조선족 향
녠펑 조선족 향(중국어 간체자: 年丰朝鲜族乡, 병음: Nián fēng cháoxiǎn zú xiāng, 중국조선어: 년풍조선족향)은 중화인민공화국 헤이룽장성 이춘시 산하의 현급시인 톄리시 소속 조선족 민족향이다.

## 행정구역
10개의 촌을 관할하고 있다.
둥허 촌(중국어 간체자: 东河村, 중국조선어: 동하촌), 링윈산 촌(중국어 간체자: 凌云山村, 중국조선어: 릉운산촌)
아이민 촌(중국어 간체자: 爱民村, 중국조선어: 애민촌), 윈산 촌(중국어 간체자: 云山村, 중국조선어: 운산촌) 
아이궈 촌(중국어 간체자: 爱国村, 중국조선어: 애국촌), 녠펑 촌(중국어 간체자: 年丰村, 중국조선어: 년풍촌)
창산 촌(중국어 간체자: 长山村, 중국조선어: 장산촌), 카오산 촌(중국어 간체자: 靠山村, 중국조선어: 고산촌)
지송 촌(중국어 간체자: 吉松村, 중국조선어: 길송촌), 용펑 촌(중국어 간체자: 永丰村, 중국조선어: 영풍촌)